# Gyna costalis
Gyna costalis är en kackerlacksart som först beskrevs av Walker, F. 1868.  Gyna costalis ingår i släktet Gyna och familjen jättekackerlackor. Inga underarter finns listade i Catalogue of Life.